# Balatonszentgyörgy
Balatonszentgyörgy ist eine ungarische Gemeinde im Kreis Marcali im Komitat Somogy. Zur Gemeinde gehört der Ortsteil Battyánpuszta.

## Geografische Lage
Balatonszentgyörgy liegt am südwestlichen Teil des Balaton, 53 Kilometer nordwestlich des Komitatssitzes Kaposvár und 15 Kilometer nordwestlich der Kreisstadt Marcali. Nachbargemeinden sind Balatonberény, Balatonkeresztúr, Balatonújlak, Hollád, Vörs und Keszthely.

## Geschichte
Im Jahr 1913 gab es in der damaligen Kleingemeinde 164 Häuser und 1421 Einwohner auf einer Fläche von 4564 Katastraljochen. Sie gehörte zu dieser Zeit zum Bezirk Marczal im Komitat Somogy.

## Gemeindepartnerschaft
- Vyšná Boca, Slowakei, seit 2011

## Sehenswürdigkeiten
- Csillagvár-Museum (Csillagvár Múzeum) im ehemaligen Jagdhaus der Familie Festetics, erbaut 1820–1821
- Elemér-Futó-Denkmal
- Heimatmuseum
- István-Dobó-Büste
- Kruzifixe: Kiss–Szakács-kereszt (1901) und Orsós-Bogdán kereszt (1968)
- László-Festetics-Reliefdenkmal
- Römisch-katholische Kirche Szent György, erbaut 1928
- Szent-György-Reliefdenkmal, erschaffen um 1800
- Szentháromság-Standbild (1616) und -Säule (1935)
- Szent-Vendel-Statue, erschaffen Anfang des 19. Jahrhunderts
- Weltkriegsdenkmäler

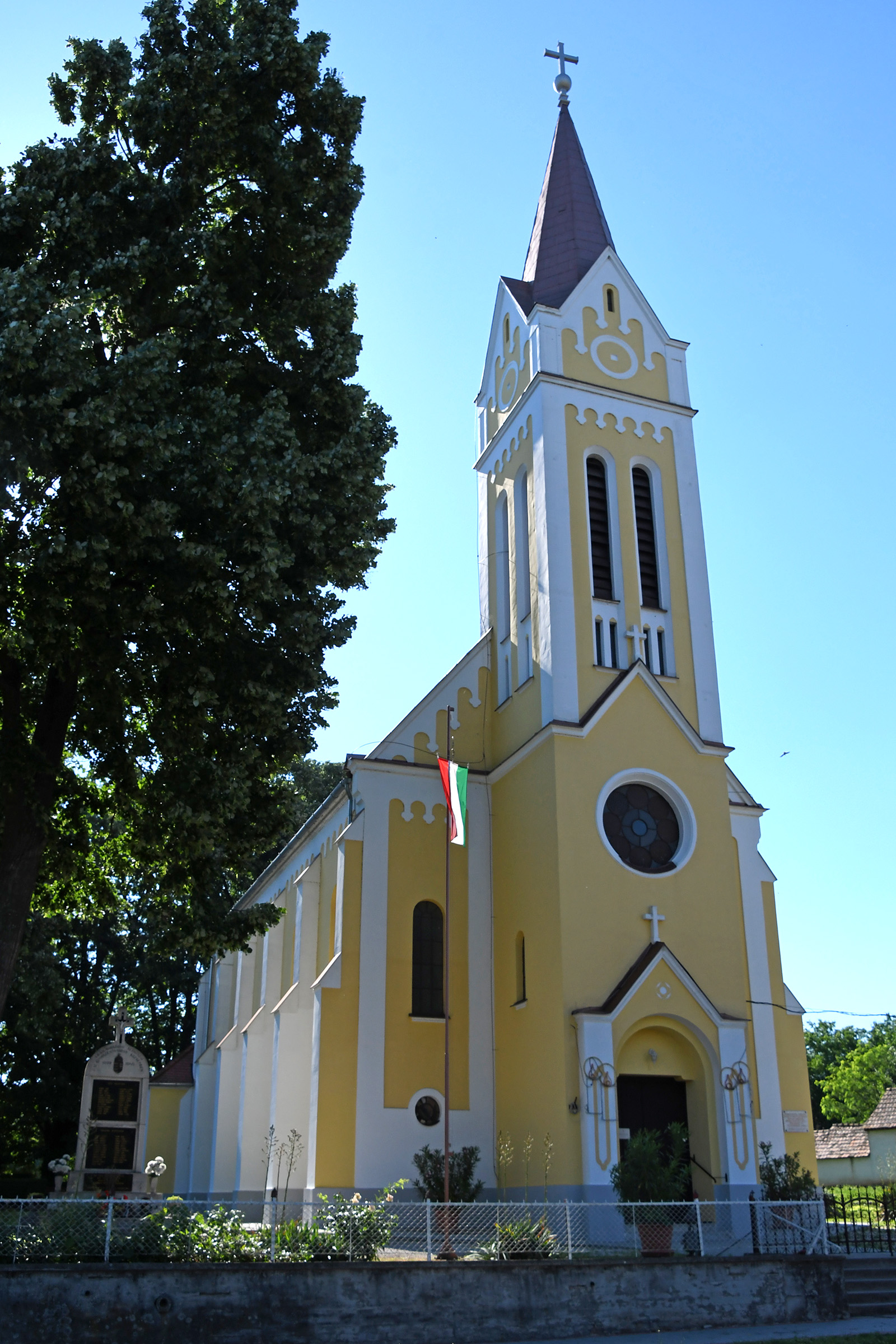
Kirche Szent György
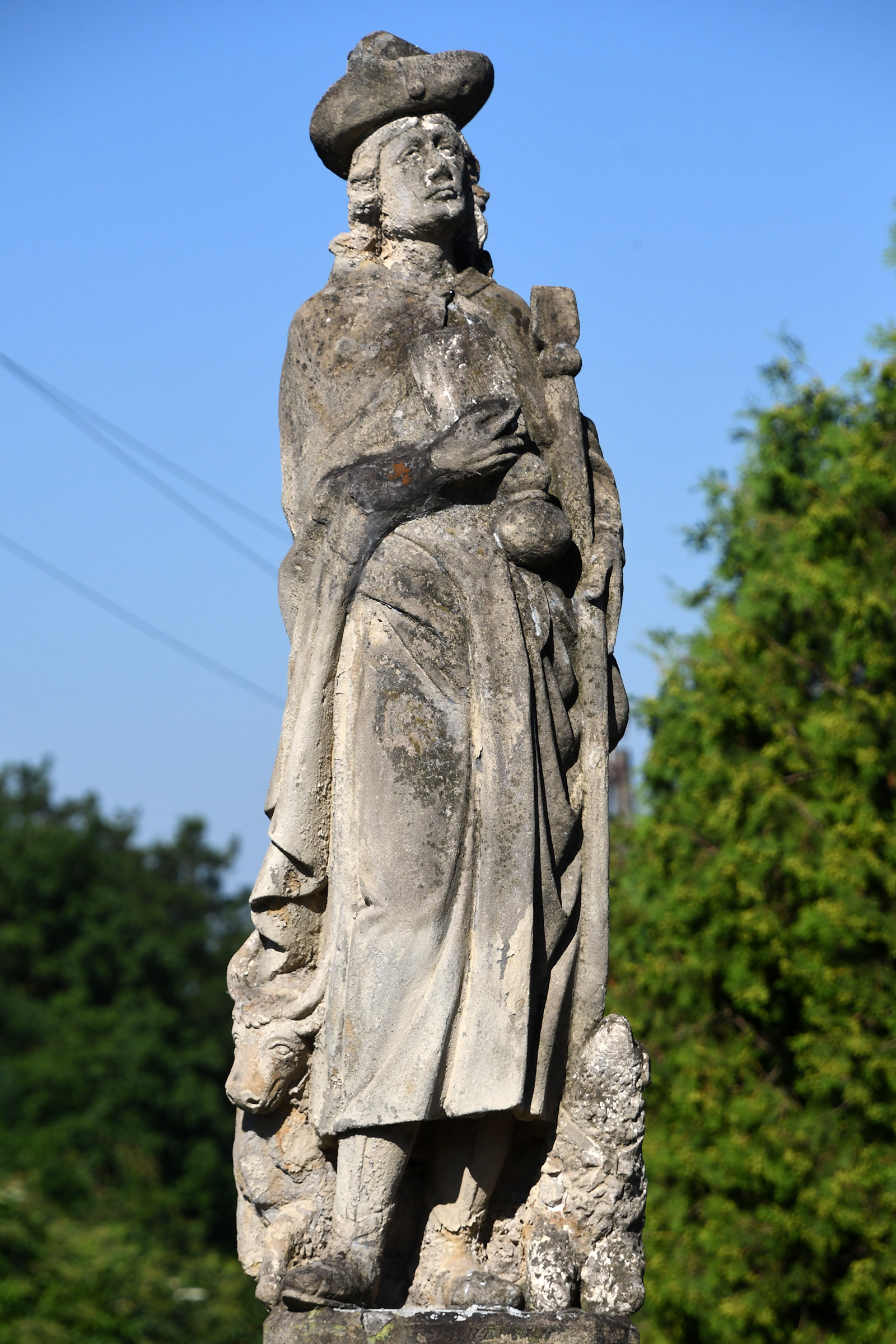
Szent-Vendel-Statue
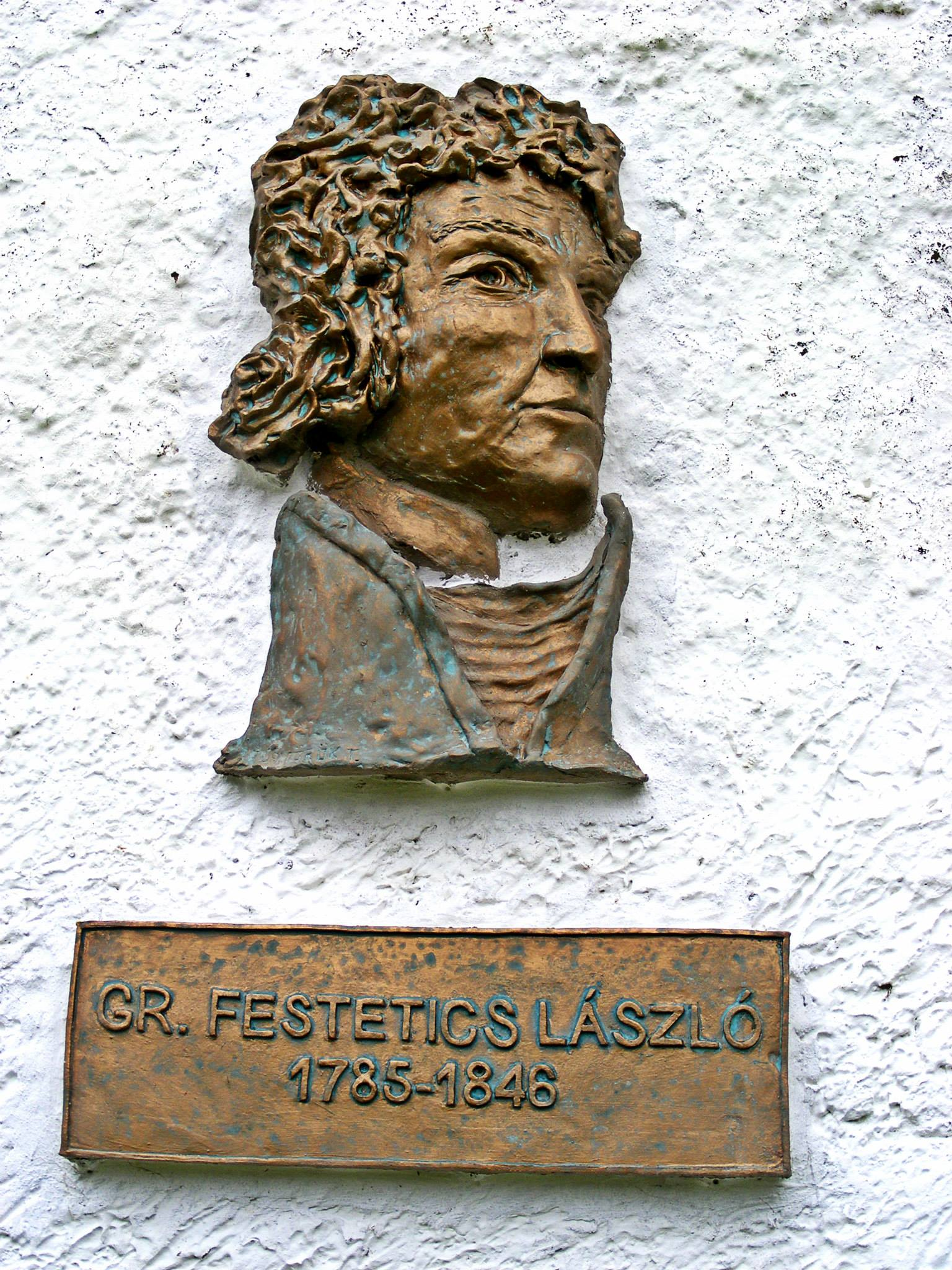
László-Festetics-Reliefdenkmal
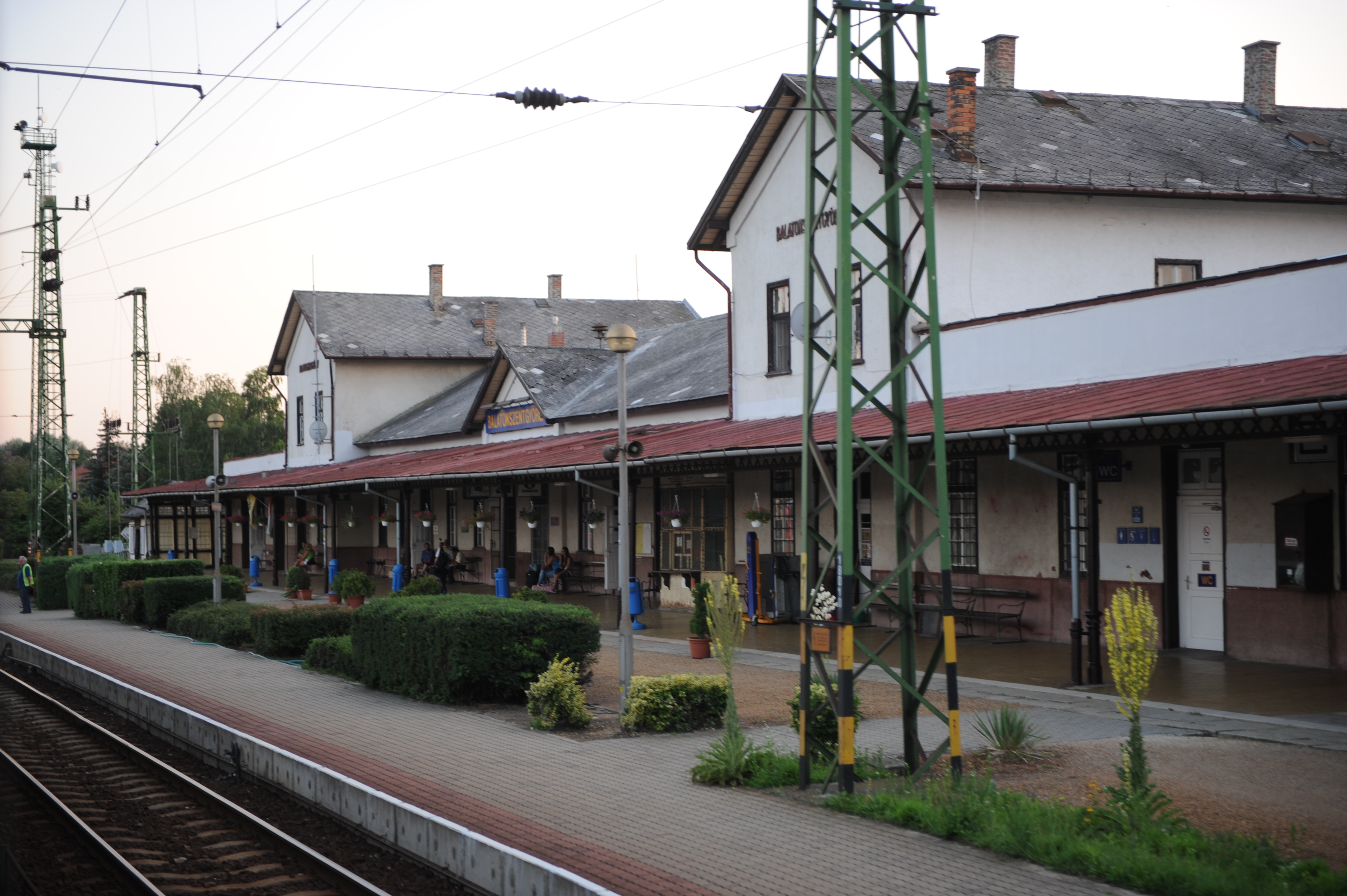
Bahnhof in Balatonszentgyörgy

## Verkehr
Durch Balatonszentgyörgy verläuft die Hauptstraße Nr. 76. Die Gemeinde ist angebunden an die Eisenbahnstrecke von Nagykanizsa nach Siófok; außerdem besteht eine Verbindung über Keszthely nach Tapolca.